# Hällsjön (Idre socken, Dalarna)
Hällsjön är en sjö i Älvdalens kommun i Dalarna och ingår i Dalälvens huvudavrinningsområde. Sjön har en area på 1,64 kvadratkilometer och ligger 539,1 meter över havet. Sjön avvattnas av vattendraget Storån.

## Delavrinningsområde
Hällsjön ingår i det delavrinningsområde (688748-133648) som SMHI kallar för Utloppet av Hällsjön. Medelhöjden är 636 meter över havet och ytan är 12,76 kvadratkilometer. Räknas de 41 avrinningsområdena uppströms in blir den ackumulerade arean 342,88 kvadratkilometer. Storån som avvattnar avrinningsområdet har biflödesordning 2, vilket innebär att vattnet flödar genom totalt 2 vattendrag innan det når havet efter 496 kilometer. Avrinningsområdet består mestadels av skog (87 procent). Avrinningsområdet har 1,65 kvadratkilometer vattenytor vilket ger det en sjöprocent på 12,9 procent.